# Lucy Christiana Duff Gordon

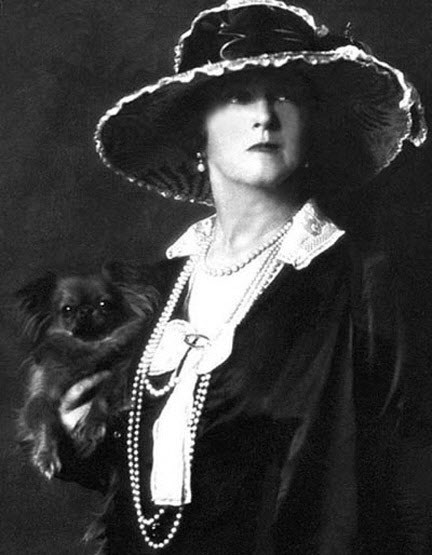
Lucy, Lady Duff-Gordon

Lucy Christiana, Lady Duff Gordon (eigentlich Lucille Christiana, Lady Duff Gordon, geboren als Lucille Christiana Sutherland, * 13. Juni 1863 in London; † 20. April 1935 ebenda), war eine britische Modeschöpferin und Designerin des ausgehenden 19. und des frühen 20. Jahrhunderts.

## Leben

Philip Alexius de László: Lucy, Lady Duff Gordon, 1913

Lucy Christiana war die älteste Tochter des Ingenieurs Douglas Sutherland (1838–1865) und dessen Ehefrau Elinor Saunders (1841–1937). Ihre jüngere Schwester war die bekannte Schriftstellerin und Drehbuchautorin Elinor Glyn (1864–1943). Nach dem frühen Tod des Vaters zog ihre Mutter mit ihren Töchtern zunächst nach Toronto, Kanada, durch deren zweiten Mann zog die Familie dann 1872 auf die Insel Jersey. Die Erziehung der Töchter wurde von ihren Eltern streng überwacht. Lucy galt als frühreif und ausgesprochen intelligent.

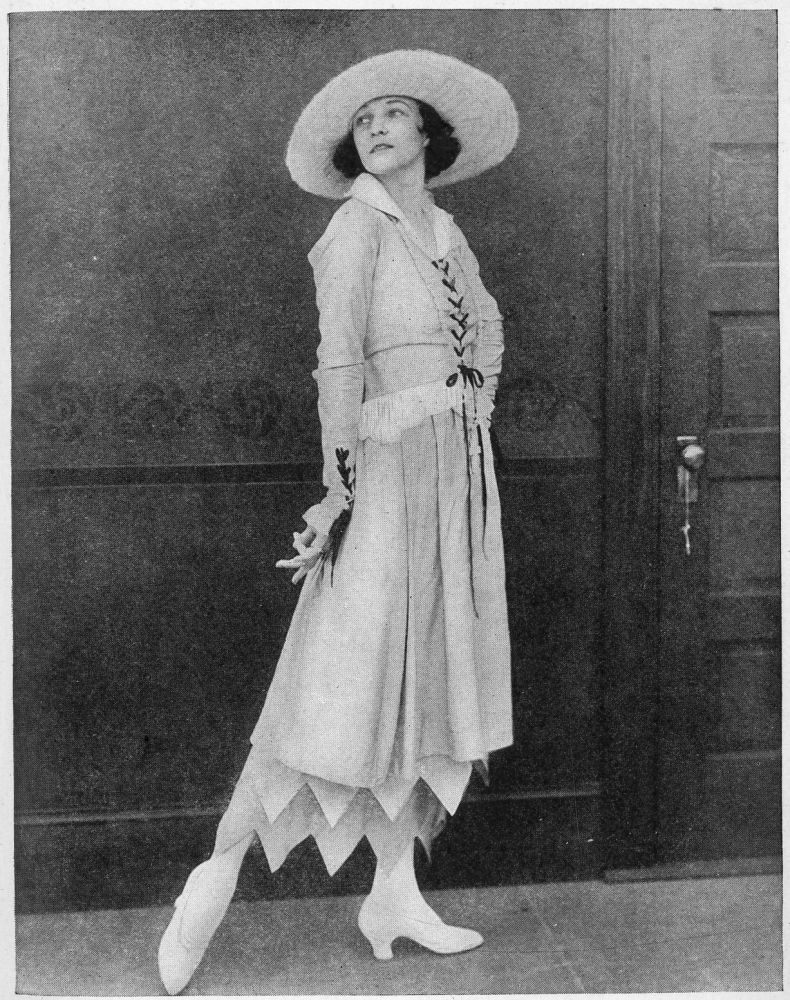
Tänzerin Irene Castle in einem Model von Lady Duff Gordon, 1917

Modeskizze von Lady Duff Gordon, 1922

Im Jahr 1881 heiratete die erst 18-jährige Lucy den schottischen Geschäftsmann James Stuart Wallace. Die Ehe stand unter keinem guten Stern und wurde nach nur sechs Jahren geschieden. Aus der Ehe ging eine Tochter, Esme Sutherland Wallace (1885–1973), hervor, die später Hardinge Goulburn Giffard (1880–1943), den einzigen Sohn des britischen Lordkanzlers Hardinge Giffard (1823–1921), heiratete. Aus dieser Ehe ging wiederum ein Sohn, John Anthony Hardinge Giffard (1908–2000), hervor.
Um sich und ihrer Tochter den Lebensunterhalt zu verdienen, eröffnete Lucy eine Schneiderei und stellte Dessous, Accessoires, Tages- und Abendkleider in romantischem und femininem Stil her. Ende der 1890er Jahre war ihr Modeatelier The Maison Lucile auf der Hanover Square in der Londoner Innenstadt die erste Adresse für die High Society. Zu ihren Kundinnen zählten unter anderem Mary Pickford, Gaby Deslys, Lily Elsie, Gertie Millar, Margot Asquith, Countess of Oxford und Mary, Duchess of York (die spätere Queen Mary). Lady Duff Gordon war auch die erste Modeschöpferin, die ihren Kundinnen die Kleidung von mehreren Mannequins auf dem Catwalk vorführen ließ. 1896 lernte sie den schottischen Landbesitzer und Sportler Sir Cosmo Duff-Gordon, 5. Baronet kennen, der sie in die Gesellschaft einführte und finanziell unterstützte. Im Juni 1900 heirateten sie in Edinburgh. In den folgenden Jahren eröffnete sie weitere Niederlassungen ihres Haute-Couture-Hauses in New York City (1910), Paris (1911) und in Chicago (1915).
Zusammen mit ihrem Ehemann war Lady Duff Gordon unter den First-Class-Passagieren bei der Jungfernfahrt der Titanic. In Cherbourg, Frankreich, ging das Ehepaar mit seiner Sekretärin, Laura Mabel Francatelli, an Bord. Nach der Kollision des Luxusdampfers mit einem Eisberg am 14. April 1912 gegen 23:40 Uhr und seinem Untergang um 2:20 Uhr wurden die Modeschöpferin, ihr Mann und Francatelli mit neun weiteren Personen in einem Rettungsboot, das für 40 Passagiere konzipiert war, von der Mannschaft der Carpathia gerettet. Bei den späteren Untersuchungen wurden sie als Zeugen befragt.
Im Jahr 1917 verklagte der New Yorker Werbeagent Otis Wood die Modeschöpferin Lady Duff Gordon wegen Vertragsbruchs. Der Kläger hatte zwei Jahre zuvor die Rechte der Vermarktung ihres Labels The Maison Lucile erworben und ihr die Hälfte aller Einkünfte zugesichert. Zur gleichen Zeit begann Lady Duff Gordon eine Kollektion für die Macy’s-Kaufhäuser zu entwerfen, ohne jedoch Wood an den Gewinnen daraus zu beteiligen. Damit brach sie nach seiner Auffassung die Vereinbarung mit Otis Wood, worauf dieser eine Klage gegen Vertragsbruch einreichte. Das Gericht unter Vorsitz von Richter Benjamin Nathan Cardozo wies die Klage jedoch ab.
Anfang der 1920er Jahre zerbrach ihr Mode-Imperium und sie schrieb als Kolumnistin und Modekritikerin für verschiedene Modezeitschriften. Ende der 1920er Jahre erkrankte sie an Brustkrebs. Nach dem Tod ihres Mannes am 20. April 1931 zog sie sich immer mehr aus der Öffentlichkeit zurück. Lady Duff Gordon starb am 20. April 1935, genau vier Jahre nach dem Tod ihres Mannes, an den Folgen einer Lungenentzündung in einem Londoner Pflegeheim im Alter von 71 Jahren.
In der Titanic-Verfilmung von 1997 wurde sie von Rosalind Ayres dargestellt.

## Werke
- Discretions and Indiscretions. Jarrolds, London 1932 (archive.org) (deutsche Fassung: Lucile. Mein Leben als Modeschöpferin. Übersetzung von Constanze Derham, Berlin 2024, ISBN 3-948255-01-6.).